# الاقتباس السينمائي للهوبيت

خاتم سورون

الرواية الملحمية والفانتازية الهوبيت للكاتب ج. ر. ر. تولكين، كانت قد تحولت ثلاث مرات إلى شاشات السينما.

## الإقتباسات الثلاث الرئيسية
قام المخرج بيتر جاكسون بإخراج السلسلة التاريخية الهوبيت على ثلاث سنوات متتالية وهي تتبع السلسلة سيد الخواتم لنفس المخرج ونفس الراوئي ج. ر. ر. تولكين، وأخرج سلسلة الهوبيت كالتالي:
- الهوبيت : رحلة غير متوقعة: ديسمبر 2012
- الهوبيت: قفرة سموغ: ديسمبر 2013
- الهوبيت: ذهابا وعودة: ديسمبر 2014

## الفيلم القصير 1966
في سنة 1966، قام جين دايتش بإخراج فيلم قصير تحت اسم الهوبيت.

## الفيلم التلفزي المتحرك 1977
الفيلم التلفزي المتحرك الموسيقي الياباني الأمريكي الذي أخرجه جول باس وآرثر رانكين جونيور تحت اسم الهوبيت، تم عرضه على هيئة الإذاعة الوطنية الأمريكية في الولايات المتحدة في 27 نوفمبر 1977.

## الفيلم التلفزي 1985
الهوبيت (بالروسية: Сказочное путешествие мистера Бильбо Беггинса Хоббита) هو فيلم سوفياتي لفلاديمير لاتيشيف تم عرضه في سنة 1985.

## مقالات ذات صلة
- الإقتباس السينمائي لسيد الخواتم